# Limenitis austenia
Limenitis austenia is een vlinder uit de onderfamilie Limenitidinae van de familie Nymphalidae. De wetenschappelijke naam van de soort is voor het eerst geldig gepubliceerd in 1872 door Frederic Moore.